# Meroscalpellum ultraabissicolum
Meroscalpellum ultraabissicolum is een rankpootkreeftensoort uit de familie van de Scalpellidae. De wetenschappelijke naam van de soort is voor het eerst geldig gepubliceerd in 1977 door Zevina.